# Volumeknop

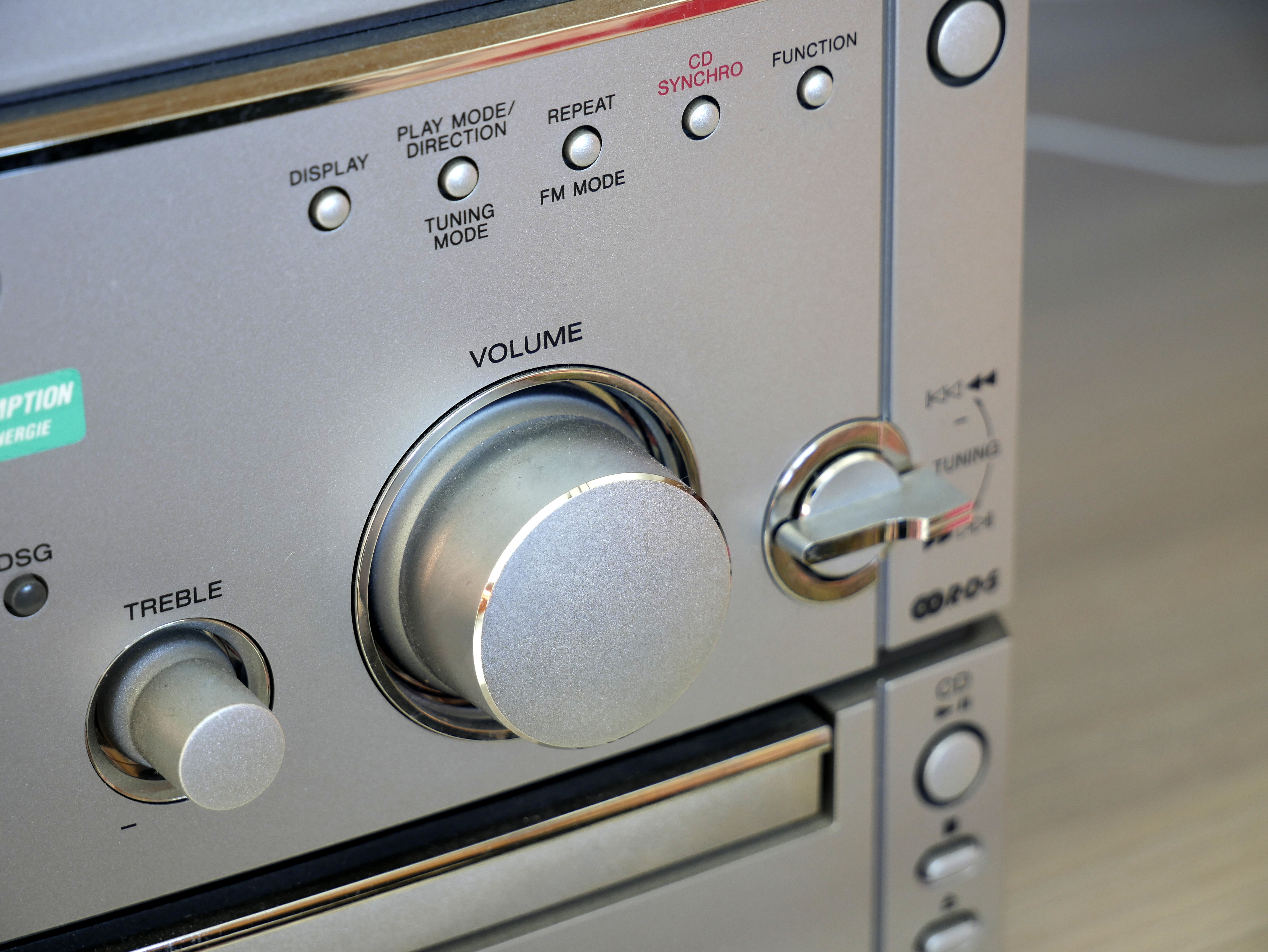
Volumeknop van een radio

Een volumeknop is een knop op een stereo, radio of een ander voorwerp waar geluid uitkomt. De volumeknop is bedoeld om de geluidssterkte van het betreffende voorwerp te regelen.
Volumeknoppen zijn er in verschillende vormen en maten. De meest gangbare op dit moment is de ronde volumeknop, maar er zijn ook vierkante volumeknoppen. Ronde volumeknoppen zijn de welbekende draaiknoppen. Er zijn zowel analoge als digitale volumeknoppen. Een analoge volumeknop (gebaseerd op een potentiometer) is een volumeknop die altijd werkt (als deze op tien wordt gezet terwijl het apparaat uitstaat, dan staat hij ook op tien). Een digitale volumeknop is een volumeknop die als hij uitstaat, niet reageert. Verder zijn er drukvolumeknoppen. Dit zijn volumeknoppen waar niet aan gedraaid moet worden, maar waarop gedrukt moet worden.